# Межанский сельсовет (Городокский район)
Межанский сельсовет — административная единица на территории Городокского района Витебской области Белоруссии.

## География
Межанский сельсовет расположен на северо-западе Городокского района.
На его территории расположены озёра: Чернясто, Сисито, Тиосто, Межа, Сосно, Турец, Ромашковское, а также реки: Ловаць, Песчанка, Овсянка.

## История
Межанский сельский Совет образован 20 августа 1924 года с центром в деревне (с 2008 года — агрогородке) Межа, который расположен в 37 км от райцентра — города Городок.
В сентябре 2018 года в состав сельсовета вошли 9 населённых пунктов упразднённого Руднянского сельсовета.
В 2017 году упразднена деревня Прибытково. 24 сентября 2021 года упразднена деревня Стволково.

## Состав
Межанский сельсовет включает 53 населённых пункта:
- Алексеево — деревня
- Андреево — деревня
- Астапковичи — деревня
- Березовка — деревня
- Боброво — деревня
- Борисовка — деревня
- Борки 1 — деревня
- Борки — деревня
- Газьба — деревня
- Гати — деревня
- Вирок — деревня
- Вишневка — деревня
- Двухполье — деревня
- Долганы — деревня
- Заборочье — деревня
- Зайково — деревня
- Звяги — деревня
- Зимник — деревня
- Каверзы — деревня
- Комары — деревня
- Копасы — деревня
- Коробы — деревня
- Лешково-Село — деревня
- Луговские — деревня
- Лыськово — деревня
- Лялевщина — деревня
- Максимовка — деревня
- Махалово — деревня
- Медведево — деревня
- Межа — агрогородок
- Налазки — деревня
- Озёрки — деревня
- Ольгово — деревня
- Ольховец — деревня
- Половейское — деревня
- Поташня — деревня
- Полово — деревня
- Ремни — деревня
- Репище — деревня
- Рудаково — деревня
- Свобода — деревня
- Селезни — деревня
- Сечёнка — деревня
- Советская — деревня
- Солодковичи — деревня
- Степановичи — агрогородок
- Украище — деревня
- Хмельник — деревня
- Черные — деревня
- Халипы — деревня
- Хотейка — деревня
- Шарипы — деревня
- Шмани — деревня